# زمرد صورتی
زمرد صورتی یا مورگانیت (به انگلیسی: Morganite) با فرمول شیمیایی Be3Al2(SiO3)6 از مجموعه کانی هاست و لومینسانس کامل بنفش دارد. اولین بار توسط مورگان آمریکایی پیدا شده‌است. در هیدروفلوئوریک اسید محلول است. BeO:13.96% و Al2O3:18.97% و SiO2:67.07% LiO2:1.39% و Cs2O:3.01% و ادخال هایOH,Cs,Li,Na ,Mg,Mn,Fe,Ca,Cr برای اولین بار در ایتالیا کشف شد و از نظر شکل بلور: منشوری - به ندرت قرصی، رنگ: بی‌رنگ - قرمز - سیاه - سیاه جواهری - سبز تیره - صورتی - آبی تیره، شفافیت: شفاف - نیمه کدر، شکستگی: صدفی - نامنظم، جلا: شیشه‌ای - صدفی، رخ: ناقص - مطابق با سطح و در رده‌بندی سیلیکات است همچنین خاصیت مغناطیسی ندارد و منشأ تشکیل آن پگماتیتی - هیدروترمال - پنوماتولیتی - است.
همایند کانی‌شناسی (پاراژنز) آن سختی - چگالی - اشعه X - خواص نوری - واکنش‌های شیمیایی آپاتیت - تورمالین - توپاز- اورتوز- کوارتز- تورمالین- توپاز- کاسیتریت دگرگونی شکل است
، از نظر ژیزمان بلوری - آگرگات دانه‌ای - فشرده - شعاعی کمیاب است و بیشتر در پگماتیت‌های ماداگاسکار، آمریکا، برزیل، موزامبیک، روسیه و زیمبابوه یافت می‌شود.
بزرگترین نمونه مورگانیت جهان به نام " خورشید خدا " و به وزن ۸۸۳ قیراط در موزه شهاب سنگ برج آزادی تهران (Iran) رونمایی گردیده است. در رتبه بعد مورگانیت ۵۸۰ قیراطی در موزه جواهرات سلطنتی ملکه انگلستان قرار دارد.
و در رتبه های بعد تعداد بسیار بسیار محدود از مورگانیت بالای ۱۰۰ قیراط در نقاط مختلف جهان شناسایی و اعلام گردیده اند که این محدودیت در تعداد به دلیل کمیابی و نادر بودن این گوهر گرانبها می باشد.
مورگانیت از خانواده بریل هاست ( بریلها شامل : زمرد ، آکوامارین ، بریل قرمز کمیاب و گرانقیمت ، گوشنیز و ...) که به نوعی نمونه شفاف و سالم و بزرگ آن از سایر اعضاء بسیار نایاب تر هست.شاید به همین دلیل نایاب و نادر بودن ، این گوهر گرانبها به علاقه مندان جواهرات و سنگهای قیمتی معرفی نشده است ، در صورتیکه سنگ قیمتی هست .
مورگانیت ، گوهری گرانبها ،  سنگ نادر و قیمتی است که دلائلی که کارشناسان این حوزه برای این موضوع اعلام میکنند شامل : ۱.بسیار کمیاب بودن  ۲.هم خانواده بودن با بریلها ( همانند زمرد ، بریل قرمز و آکوامارین و ... )  ۳.سختی مورگانیت با زمرد یک اندازه و برابر با ۷.۵ الی ۸ در مقیاس Mohs ( ضریب سختی سنگ ) است .  ۴.زیبایی و تلالو و درخشندگی رنگ صورتی شفاف این سنگ بسیار بسیار جذاب و جواهری است و جایگزین مناسبی برای خاص پسندان و علاقه مندان می باشد. ۵.نسبت به زمرد شکنندگی و ترک کمتری دارد بنابراین از استقامت بیشتری برخوردار است و برای ساخت جواهرات به کار می رود.
به طور خلاصه : سنگ قیمتی مورگانیت ، به دلیل تازه وارد بودن و ناشناخته تر بودن نسبت به سایر سنگهای قیمتی ، هنوز جایگاه ارزشمند و بالای شایسته خود را نیافته است و از سال ۲۰۱۰ میلادی به بعد تازه در حال محبوبیت یافتن است و احتمالاً در سالهایی نزدیک به دلیل محدودیت منابع و محدودیت تعداد ، جایگاه گرانبها و ارزشمند خود را در میان گرانقیمت ترین سنگهای دنیا کسب خواهد کرد.